# Kiss Me Once
Kiss Me Once is het 12e studioalbum van de Australische zangeres Kylie Minogue. Het is haar eerste album sinds Aphrodite uit 2010. Het album lag vanaf 14 maart 2014 en is de eerste release van Minogue onder Warner Music Group wereldwijd, nadat het bedrijf gekocht Parlophone. In Noord-Amerika werd uitgebracht door Warner Bros. Records, terwijl in het Verenigd Koninkrijk onder Parlophone.

## Tracklist
| Nr. | Titel                              | Schrijver(s)                                                                             | Producent(en)                 | Duur |
| --- | ---------------------------------- | ---------------------------------------------------------------------------------------- | ----------------------------- | ---- |
| 1.  | Into the Blue                      | Kelly Sheehan, Mike Del Rio, Jacob Kasher                                                | Del Rio, Sheehan              | 4:08 |
| 2.  | Million Miles                      | Chelcee Grimes, Daniel Davidsen, Peter Wallevik, Mich Hansen                             | Wallevik, Davidsen, Cutfather | 3:28 |
| 3.  | I Was Gonna Cancel                 | Pharrell Williams                                                                        | Williams, Sheehan             | 3:32 |
| 4.  | Sexy Love                          | Wayne Hector, Autumn Rowe, Wallevik, Davidsen, Hansen                                    | Davidsen, Wallevik, Cutfather | 3:31 |
| 5.  | Sexercize                          | Sia Furler, Marcus Lomax, Jordan Johnson, Stefan Johnson, Clarence Coffee, Nella Tahrini | The Monsters & The Strangerz  | 2:47 |
| 6.  | Feels So Good                      | Tom Aspaul                                                                               | MNEK, Wayne Wilkins           | 3:37 |
| 7.  | If Only                            | Ariel Rechtshaid, Justin Raisen, Daniel Nigro                                            | Rechtshaid                    | 3:21 |
| 8.  | Les Sex                            | Amanda Warner, Peter Wade Keusch, Joshua Walker, MGI                                     | Walker, MGI                   | 3:47 |
| 9.  | Kiss Me Once                       | Furler                                                                                   | Jesse Shatkin                 | 3:17 |
| 10. | Beautiful (feat. Enrique Iglesias) | Enrique Iglesias, Mark Taylor, Alex Smith, Samuel Preston                                | Taylor, Smith                 | 3:24 |
| 11. | Fine                               | Karen Poole, Chris Loco, Kylie Minogue                                                   | Loco                          | 3:36 |